# 幸福镇 (宁南县)
幸福镇，原为幸福乡，是中华人民共和国四川省凉山彝族自治州宁南县下辖的一个乡镇级行政单位。2019年12月，将原稻谷乡笋子村、花椒村、大梁村3、5组所属行政区域划归幸福镇管辖。

## 行政区划
幸福镇下辖以下地区：
月塘村、梨园村、石笋村、果林村、顺河村、玉丰村和茶岭村。